# Kalonymos
Kalonymos ist eine 1998 in Duisburg gegründete und heute in Essen erscheinende Zeitschrift. Der vollständige Titel lautet: Kalonymos. Beiträge zur deutsch-jüdischen Geschichte aus dem Salomon Ludwig Steinheim-Institut an der Universität Duisburg-Essen.
Kalonymos enthält wissenschaftliche Fachbeiträge zur deutsch-jüdischen Geschichte, gelegentlich auch unveröffentlichte Quellen. Zu den ständigen Rubriken gehören Buchlese / Buchgestöber mit Hinweisen auf Neuerscheinungen. Die Ausgaben werden nicht nur in Deutschland, sondern auch europa- und weltweit unentgeltlich verteilt.
Die Zeitschrift ist nach den Kalonymiden benannt, einer jüdischen Familie, die aus Italien stammend schon im Mittelalter in Deutschland ansässig wurde. Manchmal thematisieren Aufsätze historische Personen, die Träger des Namens Kalonymos waren, so unter anderem Baruch ben Kalonymos (2008.4), Kalonymos zu Cöln (2007.2-3), Kalonymos in Worms (2003.3), Rabbi Kalonymos Kalman Epstein (2002.3), Mose b. Kalonymos (2001.3).
Kalonymos wird seit 2005 vom Bundesministerium des Innern gefördert. Neben der Druckausgabe erscheint Kalonymos nach Inhalt und Layout identisch online im PDF/A-Format. Die Online-Ausgabe nimmt zur Sicherung der langfristigen Referenzierbarkeit und Zugriffsmöglichkeit am URN-Verfahren der Deutschen Nationalbibliothek teil.

## Daten
- ISSN 1436-1213
- urn:nbn:de:0230-2009041028 beim Salomon Ludwig Steinheim-Institut an der Universität Duisburg-Essen (alle Jahrgänge)
- urn:nbn:de:hbz:061:3-14723 bei der Universitäts- und Landesbibliothek Düsseldorf der Heinrich-Heine-Universität Düsseldorf (alle Jahrgänge)
- Erscheinungsweise: seit 1998 als Quartalsschrift, gelegentlich als Doppelheft.[4]
- Vorgänger: DIALOG (bis 1997)[5] sowie Nachrichten aus dem Steinheim-Institut (1998)[6].
- Auflage: ca. 12.000 pro Quartal (seit 2010)[1] (die Anzahl der Abonnenten lag im Jahr 2000 bei 8.000[7])
- Umfang: zwischen 8 und 32 Seiten pro Heft
- Sitz: Steinheim-Institut, Essen, im ehemaligen Rabbinerhaus neben der Alten Synagoge, davor bis Juni 2011 Campus Duisburg der Universität Duisburg-Essen